# شهرستان الیگنی (کارولینای شمالی)
شهرستان الیگنی، کارولینای شمالی (به انگلیسی: Alleghany County, North Carolina) یک سکونتگاه مسکونی در ایالات متحده آمریکا است که در کارولینای شمالی واقع شده‌است.

## خصوصیات
شهرستان الیگنی ۶۱۱٫۲۴ کیلومترمربع مساحت دارد.